# ناحیه عین ترک
ناحیه عین ترک (به عربی: دائرة عین الترک) یک ناحیه در الجزایر است که در استان وهران واقع شده‌است. ناحیه عین ترک ۱۶۲٫۷۶ کیلومتر مربع مساحت و ۵۹٬۴۸۳ نفر جمعیت دارد.